# Свети Йосиф (Правдино)
„Свети Йосиф“ е източнокатолическа енория на Софийската епархия в село Правдино, община Стралджа, област Ямбол.

## История на енорията
Още през 1862 г. голяма част от жителите на село Каяджик и околността в Одринска Тракия приемат католичеството. Преди Освобождението село Довруклий (днес Правдино) е било населено с черкези, които по време на Руско-турската война се изселват и на тяхно място се заселват български католически и православни семейства, бежанци от селата Каяджик и Голям Дервент. Първите заселници, които се преселват през 1879 г. в Довруклий, са католици от Одринско. Те са подчинени на Одринския тракийски викариат, с духовен водач епископ Михаил Петков.
Първият католически свещеник в Довруклий е отец Михаил Миров, родом от съседното село Топузларе (днес Зорница), който започва да служи в частни домове, като открива и католическо начално училище. Според отец Михаил тогава в Довруклий е имало 22 католически семейства. През 1907 г. той е въздигнат за архиепископ на Цариградската българска архиепархия със седалище Цариград, на когото са подчинени двата викариата – Солунски и Одрински, и неговото място на енорийски свещеник приема отец Йосафат Козаров, мирски свещеник.
През 1905 г. енорията е обособена като самостоятелна, с енорист отец Йосафат Козаров. От 1907 г. той става и учител в новооткритото католическо училище в селото. В селото има напрежение и сблъсъци между католици и православни. Още през 1899 г. отец Михаил Миров изпраща писмо до Рим, в което се оповестява че местните общински и полицейски власти извършват религиозно гонение в Топузларе и Довруклий, предизвикало заповед за проверка от министъра на вътрешните работи. Според писмото на отец Михаил Миров се ограничавали свободите на католиците от Довруклий, а според една телеграма до царя, кметът на Довруклий нанесъл побой над някои католици от селото. Въпреки тези напрежения, духовният живот на енорията продължава, особено с назначаването на новия енорийски свещеник отец Стефан Куртев на 21 ноември 1919 г. Той пристигнал в Довруклий и освен енорийски свещеник приел задължението да бъде и учител в католическото училище с около 20 деца. След военния преврат от 9 юни 1923 г. католиците в Довруклий и околността имат не само духовни противници в лицето на Светия Синод, но и политически. Напрежението нараства, стават побоища в Довруклий и съседното Топузларе, на католиците е забранено да участват на общоселското хоро на мегдана.
Отец Стефан остава в енорията до 25 юли 1926 г., когато с декрет на Светия Престол е назначен за титулярен Бриулски Епископ на новата Католическа екзархия с център София. След това енорист е отец Стефан Гочев, родом от село Студена, Свиленградско. На 11 септември 1927 г. в Довруклий в двора на църквата е открит паметник на архиепископ Михаил Миров, в присъствието на двама владици – екзарх Кирил Куртев и Софийско-пловдивския епископ Викенти Пеев и на многобройно духовенство от двата обреда. Дългоочакваният празник е опорочен от местните църковни и граждански власти. В Довруклий идва Сливенския митрополит Иларион с 15 свещеници и държи слово срещу Католическата църква. Въпреки тази недобронамерена кампания, паметникът е тържествено благословен след Литургия в църквата, водена от екзарх Кирил Куртев. През 1934 г. селото е преименувано от Довруклий на Правдино.
В навечерието на Втората световна война, енорията в Правдино е обслужвана от отците успенци Сава Шевиков, Методий Стратиев, Горазд Куртев, а след католическите процеси през 1952 г. от 1961 до 1981 г. от отец Георги Митов, францисканец – конвентуалец. След неговата смърт, за енорията са се грижили свещениците от Ямбол – отците Горазд Куртев, Благовест Вангелов, Никола Гръмов, салезианина отец Антонин Коман. След него енорията се стопанисва от отец Йоан-Милен Найденов, мирски свещеник.

## История на храма
През 1904 г. е построен храмът „Свети Йосиф Обручник“ (Светото Семейство).
Църквата и енорийския дом до нея са основно реставрирани в началото на XXI в.
Храмов празник – 26 декември.